# 佐賀市立小中一貫校芙蓉校
佐賀市立小中一貫校芙蓉校（さがしりつ しょうちゅういっかんこう ふようこう）は、佐賀県佐賀市蓮池町大字小松にある小中一貫の市立小学校・中学校。

## 概要
歴史
小学校は1874年（明治7年）、中学校は1947年（昭和22年）に創立。2006年（平成18年）に小中一貫教育を開始。
校名「芙蓉」の由来
芙蓉（フヨウ）の名がついたのは、1882年（明治15年）。芙蓉は植物で、蓮の異名である。校地が「蓮池」にあるということで、「芙蓉」と命名されたと言われている。1987年（昭和62年）にはフヨウが校花に制定された。
校訓・校是
「蘊真」（うんしん）
「蘊」は「積み重ねること、習うこと」で、｢真｣は「真理、奥義」。「学問の真髄、真理を尋ね、勉学と鍛錬を怠るな」という旧・蓮池藩第八代藩主、鍋島直與の戒めに由来。
校章
- 小学部 - 旧蓮池藩主・鍋島家の家紋にちなみ、「鍋島杏葉紋」を背景にして、中央に校名の頭文字「芙」の文字を配している。
- 中学部 - 旧蓮池藩主・鍋島家の家紋にちなみ、「鍋島杏葉紋」を背景にして、中央に「中」の文字を配している。

校歌
- 小学部 - 1966年（昭和41年）制定。
- 中学部 - 1963年（昭和38年）制定。

通学区域
佐賀市蓮池町全域。

## 小中一貫教育の概要と背景
当校の所在する蓮池町（蓮池校区）は佐賀市内でも人口減少率の大きい地域であり、学校自体の維持も懸念される状況にある。小規模校の短所の緩和、また特色づくりなどを目的として、小中一貫教育と特認校制度（佐賀市内は原則校区内通学だが、特認校は市内どこからでも通学可とする制度）を採用した。
年次別カリキュラムは、4・3・2制を採用している。

## 沿革
前史
- 1871年（明治4年）- 旧藩校「成章館」が廃止される[3]。

芙蓉小学校
- 1874年（明治7年）- 学制の頒布により、「蓮池小学校」を創立。後に、「育英小学校」、「見島小学校」と改称[3]。
- 1882年（明治15年）- 「公立中等芙蓉小学校」と改称[3]。
- 1886年（明治19年）- 小学校令施行により、尋常科（4年制）と高等科（4年制）を設置。
- 1887年（明治20年）- 「四ヶ村（蓮池・境野・千歳・城田）組合立 高等芙蓉小学校」（4年制）が創立。
- 1888年（明治21年）- 高等科を高等芙蓉小学校[3]に移管し、「尋常芙蓉小学校」と改称。
- 1889年（明治22年）4月1日 - 神埼郡3村（古賀・見島・小松）と佐賀郡1村（蓮池）の合併で、神崎郡「蓮池村」が発足。
- 1892年（明治25年）4月 - 「芙蓉尋常小学校」・「四ヶ村組合立 芙蓉高等小学校」に改称。
- 1908年（明治41年）4月 - 改正小学校令により、尋常科（義務教育）が4年制から6年制に改められる。尋常科5年を新設。
- 1909年（明治42年）4月 - 尋常科6年を新設。芙蓉高等小学校組合の解散により、高等科（2年制）を併置の上、「芙蓉尋常高等小学校」に改称。義務教育年限の延長により、収容児童が増加し、校舎が手狭になったため、校舎を新たに建設[3]。
- 1935年（昭和10年）11月3日 - 蓮池村が町制施行により、「蓮池町」となる。
- 1941年（昭和16年）4月1日 - 国民学校令の施行により、「蓮池町 芙蓉国民学校」と改称[3]。尋常科を初等科に改める（初等科6年・高等科2年）。
- 1947年（昭和22年）4月1日 - 学制改革が行われる（六・三制の実施）。
  - 国民学校初等科（6年制）は、新制小学校「蓮池町立芙蓉小学校」に改組・改称。
  - 国民学校高等科（2年制）は青年学校普通科とともに、新制中学校「蓮池町立芙蓉中学校」に改組・改称。小学校に併設される。
- 1955年（昭和30年）4月1日 - 佐賀市との合併により、「佐賀市立芙蓉小学校」に改称[6]。
- 1958年（昭和33年）7月 - プールが完成。
- 1961年（昭和36年）9月 - 学校給食を開始。
- 1965年（昭和40年）3月 - 新校舎（第一期工事、西側9教室）が完成。
- 1966年（昭和41年）
  - 1月 - 新校舎（第二期工事、東側9教室）が完成。
  - 4月 - 校歌を制定。
- 1968年（昭和43年）
  - 4月 - 管理棟が完成。
  - 5月 - 体育館が完成。
- 1974年（昭和49年）4月 - 創立100周年記念式典を挙行。
- 1985年（昭和60年）3月 - 南側校門を移転。
- 1987年（昭和62年）10月 - クロガネモチを校木に、フヨウを校花に制定。
- 1988年（昭和63年）- 管理棟を改築。
- 1993年（平成5年）9月 - 校舎西側の改修工事が完了。
- 1994年（平成6年）8月 - 校舎東側の改修工事が完了。
- 1995年（平成7年）
  - 2月 - 新給食棟が完成。
  - 9月 - 中学校と合同で体育大会を開催。
- 1997年（平成9年）1月 - グラウンドを拡張。
- 2001年（平成13年）3月 - 小中共用の新体育館が完成。

芙蓉中学校
- 1947年（昭和22年）
  - 4月1日 - 学制改革により、新制中学校「蓮池町立芙蓉中学校」（3年制）が創立[3]。
  - 5月3日 - 開校式を挙行。当初は芙蓉小学校講堂を四分して、中学校教室とする。
- 1948年（昭和23年）
  - 3月 - 青年学校が廃止される。
  - 4月 - 蓮池町大字小松1006番地に、校地を造成し、独立校舎の建設を開始。
  - 12月 - 独立校舎（第一期工事）が完成。
- 1949年（昭和24年）3月 - 独立校舎（第二期工事）が完成。
- 1951年（昭和26年）11月 - 南校舎・図書室・理科室を改修。
- 1955年（昭和30年）
  - 4月1日 - 佐賀市との合併により、「佐賀市立芙蓉中学校」に改称[6]。
  - 12月 - 北正門が完成。
- 1957年（昭和32年）5月 - 技術室が完成。
- 1961年（昭和36年）4月 - 音楽室・図書館が完成。
- 1962年（昭和37年）5月 - 校旗を制定。
- 1963年（昭和38年）7月 - 校歌を制定。
- 1966年（昭和41年）12月 - 体育館が完成。
- 1977年（昭和52年）4月 - 体育館の東側にテニスコートが完成。
- 1988年（昭和63年）5月 - 部室が完成。
- 1995年（平成7年）4月 - 給食棟（ランチハウス）が完成。
- 1997年（平成9年）3月 - 新校舎が完成。
- 1999年（平成11年）11月 - 50周年記念式典を挙行。
- 2001年（平成13年）3月 - 小中共用の新体育館が完成。

小中一貫校
- 2006年（平成18年）
  - 3月 - 小中の職員室を統合。
  - 4月1日 - 「佐賀市立小中一貫校芙蓉校」（現校名）と改称。引き続き旧小・中の校舎を使用[3]。
- 2009年（平成21年）9月 - 校舎を改築・統合[3]。校舎一体型の小中一貫教育を開始。
- 2011年（平成23年）9月 - 芙蓉ゆめ広場が完成。

## 交通
最寄りの鉄道駅
- JR九州 長崎本線 「佐賀駅」・「伊賀屋駅」

最寄りのバス停留所
- 佐賀市営バス 蓮池線 「芙蓉校前」停留所

最寄りの幹線道路
- 佐賀県道・福岡県道20号佐賀大川線「芙蓉中学校南」交差点

## 周辺
- 佐賀市立蓮池公民館
- NTT西日本蓮池電話交換所
- 蓮池郵便局
- 中地江川